# Le Pavé de Roubaix 2015
De dertiende editie van de wielerwedstrijd Le Pavé de Roubaix werd gehouden op 12 april 2015. De start was in Saint-Amand-les-Eaux, de finish in Roubaix. De wedstrijd maakte deel uit van de UCI Juniors Nations' Cup 2015, in de categorie 1.Ncup. In 2014 won de Deen Magnus Bak Klaris. Deze editie werd gewonnen door de Nederlander Bram Welten.

## Uitslag
| Plaats  | Naam                  | Tijd     |
| ------- | --------------------- | -------- |
| Winnaar | Bram Welten           | 2u52'00" |
| 2       | Pascal Eenkhoorn      | + 2"     |
| 3       | Stan Dewulf           | + 11"    |
| 4       | Jasper Philipsen      | + 33"    |
| 5       | Szymon Sajnok         | z.t.     |
| 6       | Daniel Willett        | z.t.     |
| 7       | Mikkel Frølich Honoré | z.t.     |
| 8       | Stefan Bissigger      | z.t.     |
| 9       | Tanguy Turgis         | z.t.     |
| 10      | Joseph Fry            | z.t.     |
| 11      | Ethan Reynolds        | z.t.     |
| 12      | Jack Maddux           | z.t.     |
| 13      | Vincent Andersson     | z.t.     |
| 14      | Tobias Foss           | z.t.     |
| 15      | Michel Piccot         | z.t.     |
| 16      | Imerio Cima           | + 1'53"  |
| 17      | Pierre Barbier        | z.t.     |
| 18      | Niklas Larsen         | z.t.     |
| 19      | Guillaume Millasseau  | z.t.     |
| 20      | Alan Riou             | z.t.     |

2003 · 2004 · 2005 · 2006 · 2007 · 2008 · 2009 · 2010 · 2011 · 2012 · 2013 · 2014 · 2015 · 2016 · 2017 · 2018 · 2019 · 2020 · 2021 · 2022 · 2023 · 2024